# 해리초등학교 나성분교
해리초등학교 나성분교는 전라북도 고창군 해리면 월봉성산길 88 (나성리)에 있었던 분교이다.

## 연혁
- 1939.09.30 해리공립심상소학교 부설 광숭간이학교 설립인가
- 1946.11.15 동호국민학교 나성분교장으로 재인가(나성리)
- 1957.07.05 나성국민학교로 승격
- 1984.03.12 병설유치원 개원
- (일자 미상) 분교장 격하
- 2001.03.01 폐교